# Andreas Jurca
Andreas Jurca (* 21. Oktober 1987 in Oțelu Roșu, Rumänien) ist ein Politiker (AfD) mit rumänischer und deutscher Staatsbürgerschaft. Er ist seit 2023 Mitglied des Bayerischen Landtages.

## Leben
Jurca kam als Spätaussiedler (Banater Berglanddeutscher) im Alter von vier Jahren von Rumänien nach Deutschland.

### Ausbildung und Beruf
Jurca machte 2004 seinen qualifizierenden Hauptschulabschluss. Von 2004 bis 2006 war er als Hilfsarbeiter tätig. 2006 leistete er seinen Wehrdienst bei der Luftwaffe ab. Von 2007 bis 2008 erwarb er die Mittlere Reife, von 2008 bis 2010 absolvierte er die Allgemeine Fachhochschulreife und von 2010 bis 2011 die Fachgebundene Hochschulreife an der FOS Augsburg. Von 2011 bis 2015 studierte er Chemie (Bachelor of Science) und von 2015 bis 2017 „Chemie und Energie“ (Master of Science) an der Hochschule Zittau/Görlitz. Von 2017 bis 2018 war er Beamter (Rechtspflegeranwärter) im gehobenen Justizdienst.

### Politik
Jurca ist seit März 2014 AfD-Mitglied. Von 2017 bis 2019 war er stellvertretender Kreisschatzmeister. Jurca ist seit 2019 Kreisvorsitzender, seit 2019 Bezirksschatzmeister und seit 2024 stellvertretender Landesschriftführer.
Bei der Landtagswahl 2018 trat er im Stimmkreis Augsburg-Stadt-West als Direktkandidat an und erhielt als Drittplatzierter 11,5 % der Stimmen.
Von 2018 bis 2019 arbeitete er als Referent des Bildungsausschussvorsitzenden Markus Bayerbach und von 2019 bis Oktober 2023 als Parlamentarischer Referent der AfD-Fraktion im Bayerischen Landtag.
2020 kandidierte Jurca für die AfD für das Amt des Oberbürgermeisters in Augsburg. Er kam jedoch nicht in die Stichwahl, in der die Kandidatin der CSU, Eva Weber (1. Wahlgang 43,1 %), gegen den SPD-Kandidaten Dirk Wurm (1. Wahlgang 18,8 %) mit 62,3 % zu 37,7 % gewann, sondern belegte beim 1. Wahlgang der OB-Wahl mit 4,8 % den vierten Platz hinter der Kandidatin der Grünen (18,5 %).
Seit 2020 ist Jurca Stadtrat in Augsburg. Von 2020 bis 2023 war er Fraktionsvorsitzender der Stadtratsfraktion. Im Oktober 2023 trat er als Direktkandidat im Stimmkreis Augsburg-Stadt-Ost an, wo er mit 15,4 % der Stimmen den dritten Platz erreichte, und wurde als Sechstplatzierter über die Wahlkreisliste Schwaben  in den Bayerischen Landtag gewählt. Jurca ist Mitglied des Haushaltsausschusses des Bayerischen Landtages.

### Mutmaßlicher Angriff auf Jurca
Mitte August 2023 geriet Jurca in die Schlagzeilen, nachdem er bei einem mutmaßlichen Angriff auf ihn Verletzungen erlitten hatte. Anfang Oktober 2023 wurden von der Polizei zwei Tatverdächtige im Alter von 19 und 21 Jahren ermittelt und Wohnungsdurchsuchungen durchgeführt. Der Verdacht gegen beide Männer konnte nicht erhärtet werden. Ein Vergleich mit DNA, die bei Jurca sichergestellt wurde, ergab keinen Treffer. Auch die Auswertung der Handydaten der beiden Tatverdächtigen zeigte, dass sie sich zum Zeitpunkt des Angriffs nicht in der entsprechenden Gegend aufhielten. Daraufhin wurden die Ermittlungen eingestellt.

### Präsidentschaftswahl in Russland
Im März 2024 wurde bekannt, dass Jurca und zwei weitere bayerische AfD-Landtagsabgeordnete, Elena Roon und Ulrich Singer, als Experten für Demokratie durch die Bürgerkammer der Russischen Föderation zur Präsidentschaftswahl in Russland vom 15. bis 17. März 2024 eingeladen wurden, um die Wahl zu beobachten. Trotz ablehnender Haltung der AfD-Fraktion des bayerischen Landtages hat Jurca die Einladung angenommen. Die AfD-Bundesspitze hatte empfohlen, die Reise nicht anzutreten. Mit Verweis auf die Parteisatzung wurden die drei Abgeordneten im April 2024 wegen Durchführung der Reise abgemahnt.